# Чердаков Юрій Петрович
Юрій Петрович Чердаков — український військовослужбовець, полковник, військовий комендант міста Запоріжжя, кавалер ордена Данила Галицького.

## Нагороди
Орден Данила Галицького — нагороджений 13 липня 2022 року Указом Президента України №497/2022.
Грамота Дніпропетровської обласної ради — нагороджений розпорядженням № 237-Р від 18 жовтня 2019.